# Баллипорин

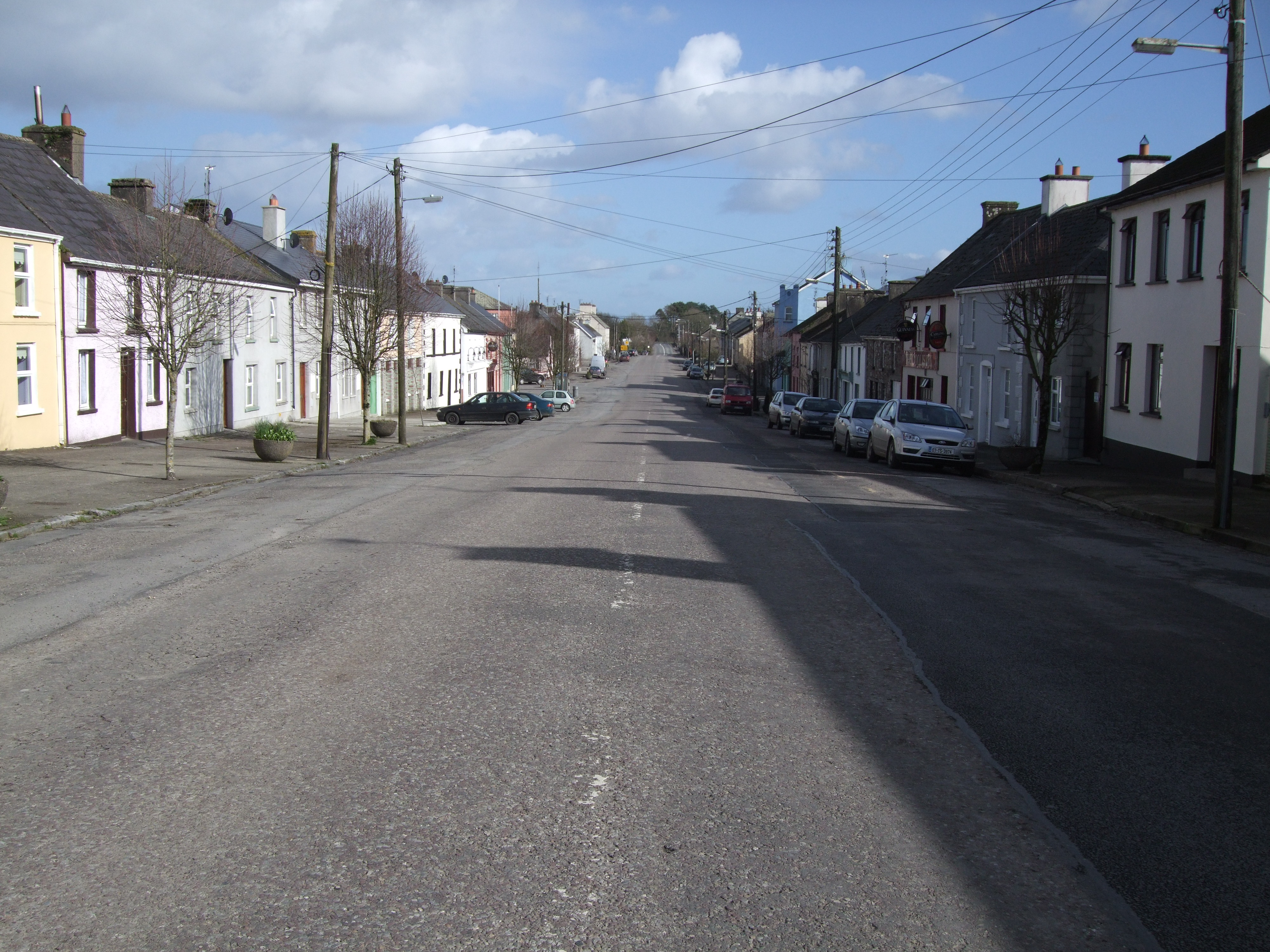
, проходящая сквозь деревню

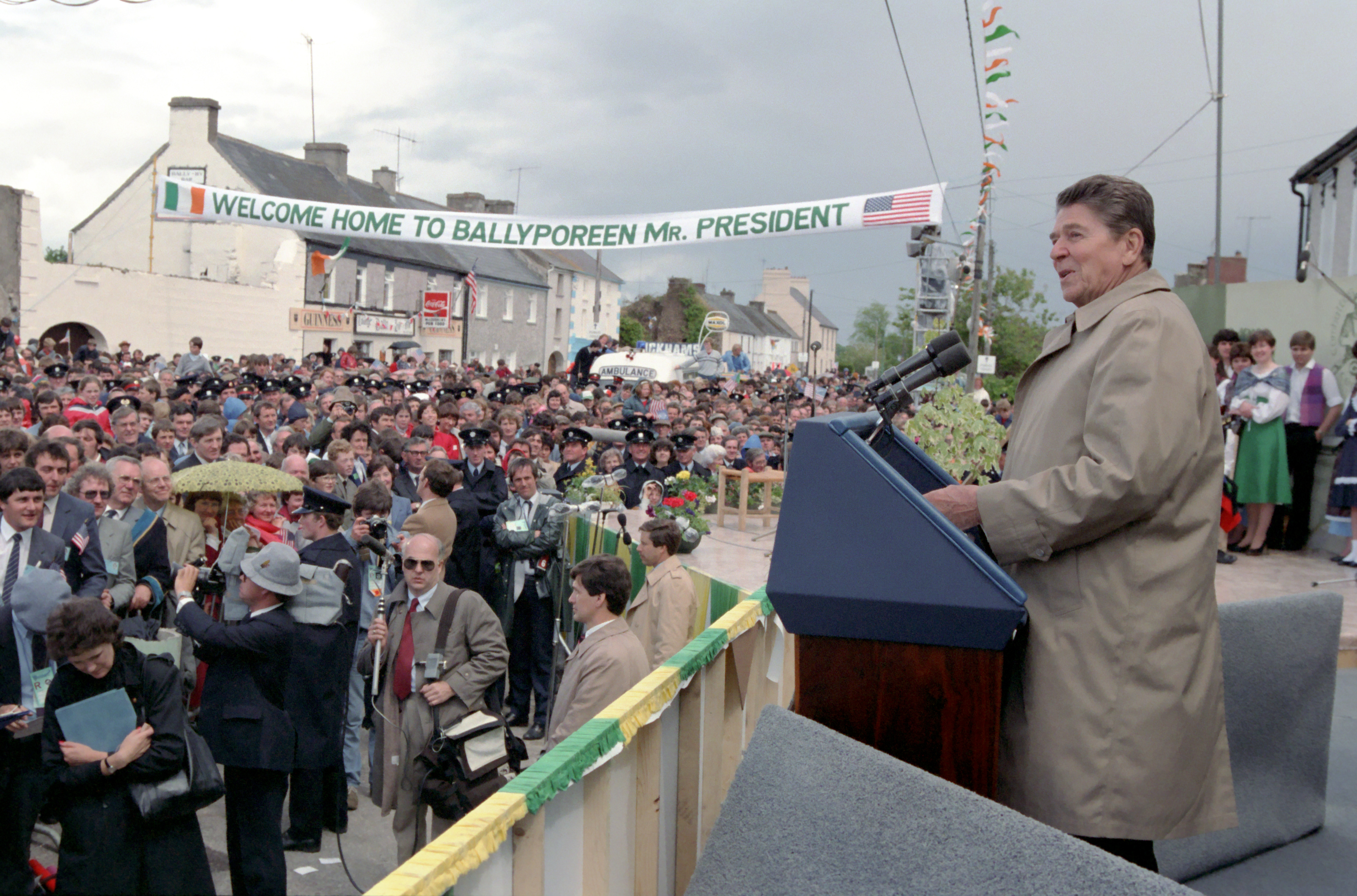
Толпа жителей Баллипорина, слушающая президента США Рейгана

Баллипорин (англ. Ballyporeen; ирл. Béal Átha Póirín) — деревня в Ирландии, находится в графстве Южный Типперэри (провинция Манстер).
Наиболее известна деревня тем, что является прародиной президента США Рональда Рейгана. Его прадед, Майкл Риган (который позже изменил написание своего имени), был крещен в городе в 1828 году и жил там до своей эмиграции в США в 1860 году. Президент Рейган посетил город 3 июня 1984 года и выступил с речью на его жителей, в ходе которой он рассказал о своём происхождении.
Баллипорин упоминается в песне Washington Square группы Counting Crows (с альбома Saturday Nights & Sunday Mornings).

## Демография
Согласно переписи в 1837 году, в деревне было 113 домов и 513 жителей.
Население — 304 человека (по переписи 2006 года). В 2002 году население составляло 295 человек.
Данные переписи 2006 года:
| Общие демографические показатели |               |                               |                               |      |      |
| Всё население                    | Всё население | Изменения населения 2002—2006 | Изменения населения 2002—2006 | 2006 | 2006 |
| 2002                             | 2006          | чел.                          | %                             | муж. | жен. |
| 295                              | 304           | 9                             | 3,1                           | 155  | 149  |